# BMPx
BMPx är efterträdaren till Beep Media Player. BMPx består av fri programvara och fungerar till de flesta moderna operativsystem av modell Unix. Dess senaste stabila version är 0.40.14.

## Introduktion
BMPx delar endast en liten del av den ursprungliga kod som utgjorde BMP (som i sin tur byggde på kod från XMMS) och är nästan helt omskriven från grunden.
BMPx använder inte samma typ av system för plugins som BMP gör och utnyttjar istället GStreamer (1.10.x) för uppspelning av ljud. Tidigare (innan version 0.14.0) använde BMPx Xine för uppspelning av ljud.
Det finns planer på att använda ett system av skal baserade på SVG, men ännu är det i ett experimentellt stadium och har inte släppts i några stabila paket. Det existerar inga planer på att stödja "moderna" skal vilket Winamp 3/5 använder. 

## Relation med BMP (classic) och XMMS
BMPx skrevs helt från grunden och lånar endast en handfull av verktygsfunktioner från kodbasen för BMP (och indirekt XMMS). Efter övergången till C++ har till och med dessa funktioner skrivits om för att bättre utnyttja språket.
Tidigare releaser av BMPx bibehöll ett utseende som liknade WinAmp men nu har utvecklarna bestämt att spelaren ska ha en mer integrerad och användbar stil ungefär som Itunes och Amarok har.